# Muthur
Muthur es una ciudad y nagar Panchayat situada en el distrito de Tirupur en el estado de Tamil Nadu (India). Su población es de 13212 habitantes (2011). Se encuentra a 20 km de Tirupur y a 48 km de Coimbatore.

## Demografía
Según el censo de 2011 la población de Muthur era de 13212 habitantes, de los cuales 6588 eran hombres y 6624 eran mujeres. Muthur tiene una tasa media de alfabetización del 70,61%, inferior a la media estatal del 80,09%: la alfabetización masculina es del 79,78%, y la alfabetización femenina del 61,59%.